# مشهدطرقی علیا
مشهدطرقی علیا روستایی در دهستان گلیان بخش مرکزی شهرستان شیروان استان خراسان شمالی ایران است.

## جمعیت
بر پایه سرشماری عمومی نفوس و مسکن در سال ۱۳۹۵ جمعیت این مکان ۳۰۸ نفر (۱۱۲خانوار) بوده‌است.